# Calanthe whiteana
Calanthe whiteana är en orkidéart som beskrevs av George King och Robert Pantling. Calanthe whiteana ingår i släktet Calanthe och familjen orkidéer. Inga underarter finns listade i Catalogue of Life.